# Church of the Queen of the Universe (Mount Moritz)
Church of the Queen of the Universe ist eine römisch-katholische Kirche in Mount Moritz im Parish Saint George im Inselstaat Grenada.
Die Kirche gehört zum Bistum Saint George’s in Grenada (Dioecesis Sancti Georgii). Sie ist der Queen of the Universe geweiht, der Schutzheiligen von Barbados.